# Mrs. Jones Entertains
Mrs. Jones Entertains è un cortometraggio muto del 1909 diretto da David W. Griffith che lo ha anche sceneggiato insieme a Frank E. Woods. Il film, interpretato da John R. Cumpson, Florence Lawrence e Jeanie Macpherson e girato nel New Jersey, negli studi della Biograph di Fort Lee, venne prodotto dalla American Mutoscope and Biograph Company che lo distribuì nelle sale il 9 gennaio 1909.

## Produzione
Il film fu girato dal 31 ottobre al 2 novembre 1908 nel New Jersey, negli studi della Biograph di Fort Lee, prodotto dalla American Mutoscope and Biograph Company.

## Distribuzione
Il copyright del film, richiesto dall'American Mutoscope and Biograph Co., fu registrato il 30 dicembre 1908 con il numero H120835.
L'American Mutoscope and Biograph Company distribuì nelle sale il film, un cortometraggio di undici minuti, il 9 gennaio 1909.
Non si conoscono copie ancora esistenti della pellicola che viene considerata presumibilmente perduta
.